# Пир II
Вижте пояснителната страница за други личности с името Пир.
Пир II (на старогръцки: Πύρρος, Pyrrhos II) е цар на молосите и хегемон на епиротите от династията на Еакидите през 255 пр.н.е. – 238 пр.н.е.
Той е голeмият син на цар Александър II († 242 пр.н.е.) и на Олимпия. Неговият по-малък брат е Птолемей, сестра му Фтия се омъжва за македонския цар Деметрий II Етолик (упр. 239 – 229 пр.н.е.). Баща е на Дейдамея, която става царица на Епир  и на Нереис, която се омъжва за Гелон II, най-голeмият син на Хиерон II, владетелят на Сиракуза.
При смъртта на баща им двамата братя са още малолетни и затова майка им поема първо управлението. Тя нарежда отравянето на конкубината му Тигрис. Малко след пълнолетието му и поемането на управлението той умира.